# توبياس كارلسون (راقص)
توبياس كارلسون (بالسويدية: Tobias Karlsson)‏ هو راقص سويدي، ولد في 1978 في Hallsberg ‏ في السويد.

## وصلات خارجية
- توبياس كارلسون على موقع IMDb (الإنجليزية)